# Fulco de Basacers
Fulco de Basacers (menționat în perioada 1083–1120) a fost un cavaler și proprietar de pământuri normand stabilit în sudul Italiei, ale cărui posesiuni erau considerabile în Val di Crati, în Calabria. Sediul senioriei sale era "Brahalla", un loc sau castel care nu mai există.
Prima sa apariție în documente este legată de un hrisov în greacă din 1083, în care apare sub numele de Βαλσωχερεζ (Balsocherez). Numele său în acte latinești apare de obicei ca Fulco de Basagerio, însă identificarea pentru Basagerio rămâne derutantă. Ar putea fi Bazoches din provincia Nivernais, însă cel mai probabil el provenea din Normandia, probabil din Bazoches-au-Houlme sau Bazoches-sur-Hoëne. Fulco era destul de puternic pentru a-și permite emiterea de monede proprii (follari), ce purtau inscripția FVLCVI DE BASACERS sub o cruce pe una dintre părți. De asemenea, cele două busturi de pe partea dorsală reprezintă probabil pe Fulco și pe seniorul său, ducele Roger Borsa de Apulia. Unele dintre monedele emise de Fulco sunt imitații după cele din Principatul de Salerno și Ducatul de Amalfi. Este probabil ca aceste monede să fi fost emise cu aprobarea lui Roger Borsa. S-a sugerat că ele ar fi fost bătute la Capua mergând până în anul 1134, după ce Fulco este consemnat în proximitatea regelui Roger al II-lea al Siciliei.